# NBA最優秀役員賞
NBA最優秀役員賞（NBAさいゆうしゅうやくいんしょう、NBA Executive of the Year Award）は、NBAにおいてレギュラーシーズンの間に最も優秀だったゼネラルマネージャーに贈られる賞。NBA発足から22年後の1972-73シーズンに制定された。初受賞者はジョー・アクセルソン。

## 歴代受賞者

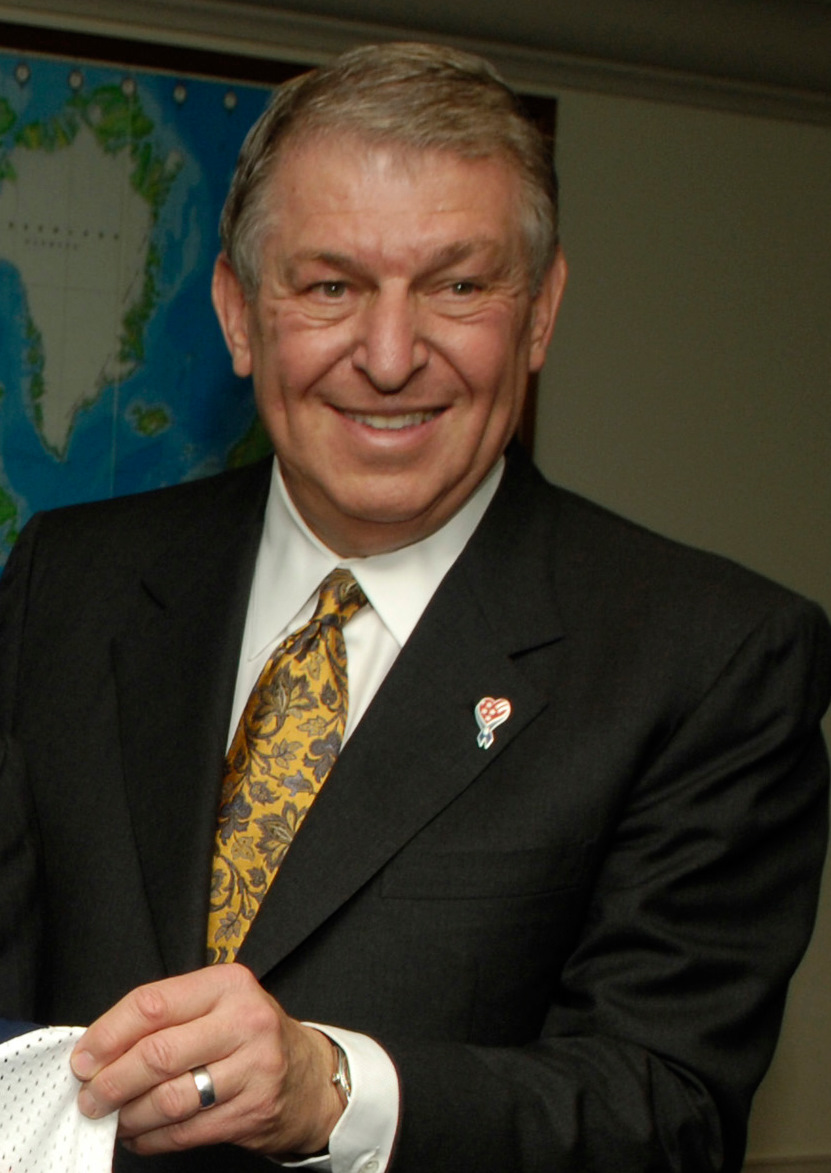
ジェリー・コランジェロは,,,年に受賞

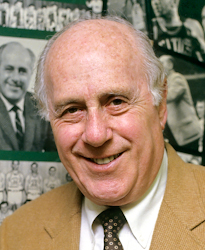
レッド・アワーバックは年に受賞

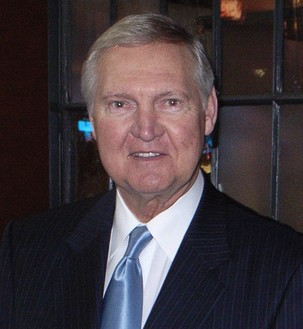
ジェリー・ウェストは、年に受賞

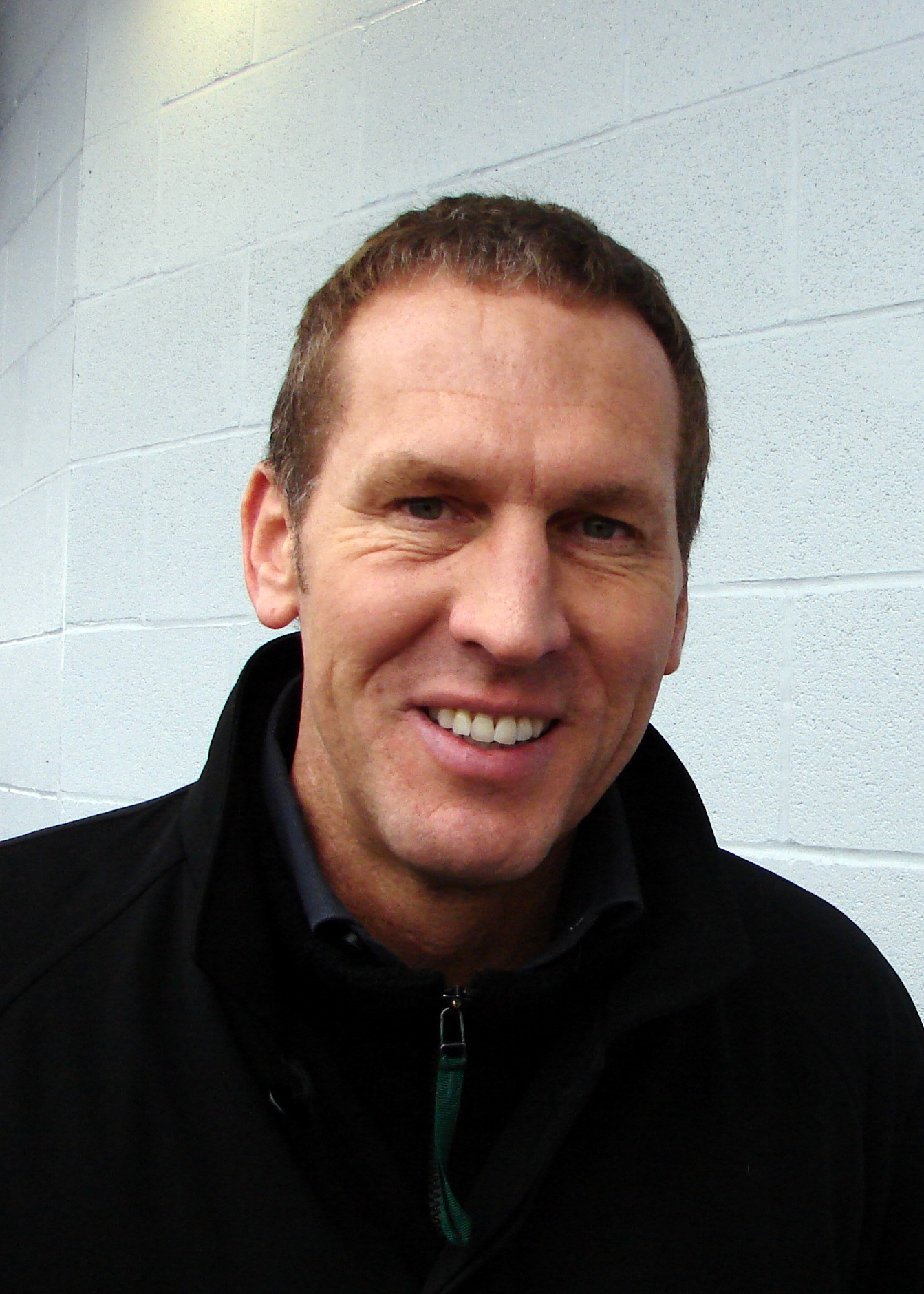
ジェリー・コランジェロの息子ブライアン・コランジェロ は 、年に受賞

| NBA最優秀コーチ賞 *殿堂入り ＾現役 *＾現役殿堂 |                              |                |                                    |
| シーズン                                       | 名前                         | 国             | チーム                             |
| 1972–73                                        | ジョー・アクセルソン         | アメリカ合衆国 | カンザスシティ＝オマハ・キングス   |
| 1973–74                                        | エディー・ドノバン           | アメリカ合衆国 | バッファロー・ブレーブス           |
| 1974–75                                        | ディック・ヴァートリーブ     | アメリカ合衆国 | ゴールデンステート・ウォリアーズ   |
| 1975–76                                        | ジェリー・コランジェロ *     | アメリカ合衆国 | フェニックス・サンズ               |
| 1976–77                                        | レイ・パターソン             | アメリカ合衆国 | ヒューストン・ロケッツ             |
| 1977–78                                        | アンジェロ・ドロソス         | アメリカ合衆国 | サンアントニオ・スパーズ           |
| 1978–79                                        | ボブ・フェリー               | アメリカ合衆国 | ワシントン・ブレッツ               |
| 1979–80                                        | レッド・アワーバック*        | アメリカ合衆国 | ボストン・セルティックス           |
| 1980–81                                        | ジェリー・コランジェロ *(2)  | アメリカ合衆国 | フェニックス・サンズ               |
| 1981–82                                        | ボブ・フェリー (2)           | アメリカ合衆国 | ワシントン・ブレッツ               |
| 1982–83                                        | ゾリー・ヴォルチョック       | アメリカ合衆国 | シアトル・スーパーソニックス       |
| 1983–84                                        | フランク・レイデン           | アメリカ合衆国 | ユタ・ジャズ                       |
| 1984–85                                        | ヴィンス・ボレイラ           | アメリカ合衆国 | デンバー・ナゲッツ                 |
| 1985–86                                        | スタン・カステン             | アメリカ合衆国 | アトランタ・ホークス               |
| 1986–87                                        | スタン・カステン (2)         | アメリカ合衆国 | アトランタ・ホークス               |
| 1987–88                                        | ジェリー・クラウス *         | アメリカ合衆国 | シカゴ・ブルズ                     |
| 1988–89                                        | ジェリー・コランジェロ * (3) | アメリカ合衆国 | フェニックス・サンズ               |
| 1989–90                                        | ボブ・バス                   | アメリカ合衆国 | サンアントニオ・スパーズ           |
| 1990–91                                        | バッキー・バックウォルター   | アメリカ合衆国 | ポートランド・トレイルブレイザーズ |
| 1991–92                                        | ウェイン・エンブリー*        | アメリカ合衆国 | クリーブランド・キャバリアーズ     |
| 1992–93                                        | ジェリー・コランジェロ * (4) | アメリカ合衆国 | フェニックス・サンズ               |
| 1993–94                                        | ボブ・ウィシット             | アメリカ合衆国 | シアトル・スーパーソニックス       |
| 1994–95                                        | ジェリー・ウェスト*          | アメリカ合衆国 | ロサンゼルス・レイカーズ           |
| 1995–96                                        | ジェリー・クラウス * (2)     | アメリカ合衆国 | シカゴ・ブルズ                     |
| 1996–97                                        | ボブ・バス (2)               | アメリカ合衆国 | ニューオーリンズ・ホーネッツ       |
| 1997–98                                        | ウェイン・エンブリー*(2)     | アメリカ合衆国 | クリーブランド・キャバリアーズ     |
| 1998–99                                        | ジェフ・ペトリー             | アメリカ合衆国 | サクラメント・キングス             |
| 1999–00                                        | ジョン・ガブリエル           | アメリカ合衆国 | オーランド・マジック               |
| 2000–01                                        | ジェフ・ペトリー (2)         | アメリカ合衆国 | サクラメント・キングス             |
| 2001–02                                        | ロッド・ソーン*              | アメリカ合衆国 | ニュージャージー・ネッツ           |
| 2002–03                                        | ジョー・デュマース*          | アメリカ合衆国 | デトロイト・ピストンズ             |
| 2003–04                                        | ジェリー・ウェスト* (2)      | アメリカ合衆国 | メンフィス・グリズリーズ           |
| 2004–05                                        | ブライアン・コランジェロ     | アメリカ合衆国 | フェニックス・サンズ               |
| 2005–06                                        | エルジン・ベイラー*          | アメリカ合衆国 | ロサンゼルス・クリッパーズ         |
| 2006–07                                        | ブライアン・コランジェロ (2) | アメリカ合衆国 | トロント・ラプターズ               |
| 2007–08                                        | ダニー・エインジ ^           | アメリカ合衆国 | ボストン・セルティックス           |
| 2008–09                                        | マーク・ワーケンティン       | アメリカ合衆国 | デンバー・ナゲッツ                 |
| 2009–10                                        | ジョン・ハモンド^            | アメリカ合衆国 | ミルウォーキー・バックス           |
| 2010–11                                        | パット・ライリー*^           | アメリカ合衆国 | マイアミ・ヒート                   |
| 2010–11                                        | ガー・フォーマン             | アメリカ合衆国 | シカゴ・ブルズ                     |
| 2011–12                                        | ラリー・バード*              | アメリカ合衆国 | インディアナ・ペイサーズ           |
| 2012–13                                        | マサイ・ウジリ ^             | カナダ         | デンバー・ナゲッツ                 |
| 2013–14                                        | R・C・ビュフォード^          | アメリカ合衆国 | サンアントニオ・スパーズ           |
| 2014–15                                        | ボブ・マイヤーズ             | アメリカ合衆国 | ゴールデンステート・ウォリアーズ   |
| 2015–16                                        | R・C・ビュフォード^(2)       | アメリカ合衆国 | サンアントニオ・スパーズ           |
| 2016–17                                        | ボブ・マイヤーズ (2)         | アメリカ合衆国 | ゴールデンステート・ウォリアーズ   |
| 2017–18                                        | ダリル・モレイ ^             | アメリカ合衆国 | ヒューストン・ロケッツ             |
| 2018–19                                        | ジョン・ホースト ^           | アメリカ合衆国 | ミルウォーキー・バックス           |
| 2019–20                                        | ローレンス・フランク ^       | アメリカ合衆国 | ロサンゼルス・クリッパーズ         |
| 2020–21                                        | ジェームズ・ジョーンズ ^     | アメリカ合衆国 | フェニックス・サンズ               |
| 2021–22                                        | ザック・クレイマン ^         | アメリカ合衆国 | メンフィス・グリズリーズ           |
| 2022–23                                        | モンテ・マクネア ^           | アメリカ合衆国 | サクラメント・キングス             |
| 2023–24                                        | ブラッド・スティーブンス ^   | アメリカ合衆国 | ボストン・セルティックス           |